# Wolfgang Fasching

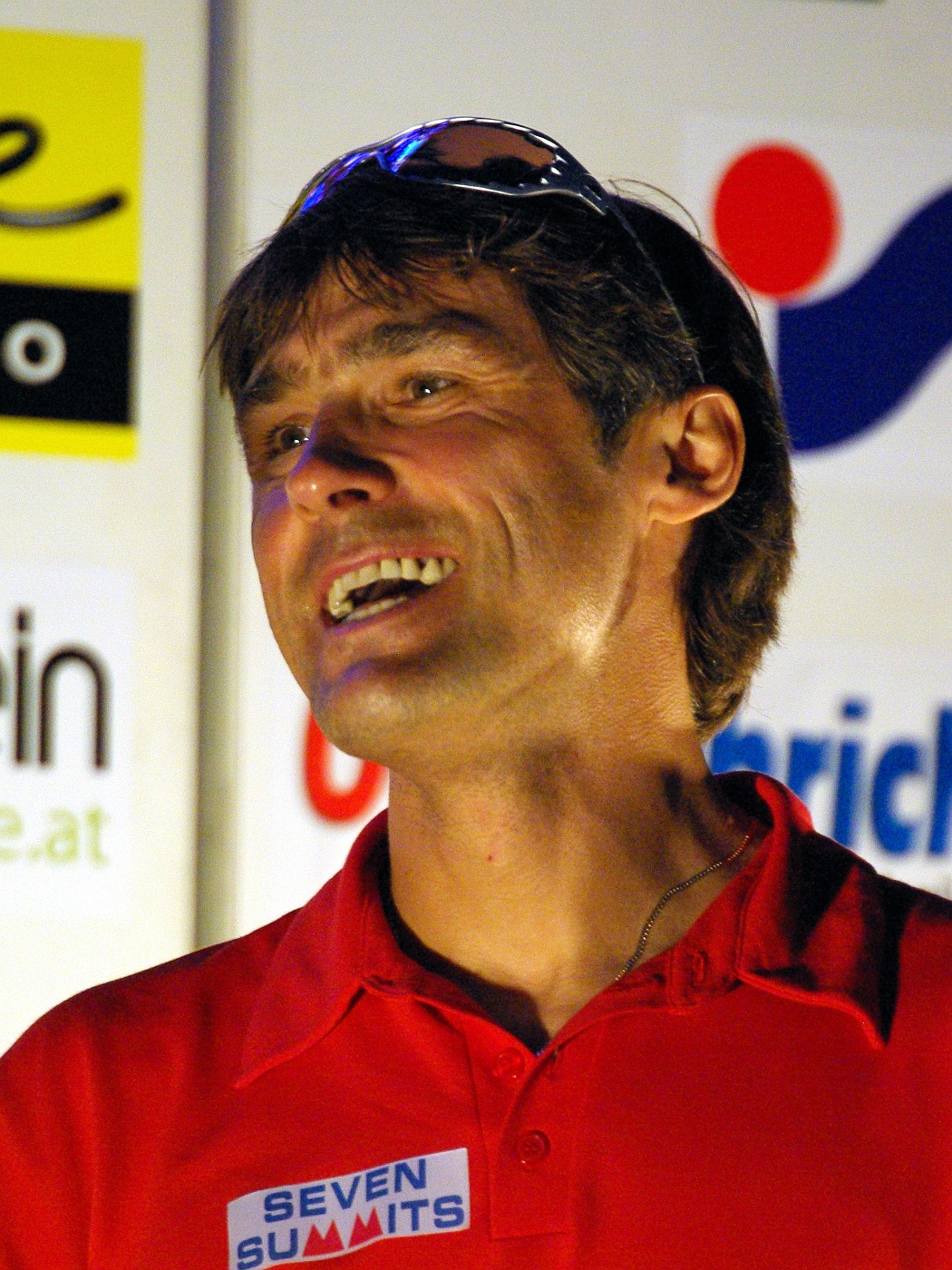
Wolfgang Fasching (2008)

Wolfgang Fasching (* 11. August 1967 in Radkersburg, Österreich) ist ein österreichischer Extremsportler.

## Werdegang
Nach einer mäßig erfolgreichen Amateur-Radsportkarriere, bei der er unter anderem den Straßengler Radsporttag gewann, beschloss Fasching, in den Extremsport zu wechseln. Angeregt wurde er durch den Erfolg von Franz Spilauer beim Race Across America, einem Radrennen von der Westküste der Vereinigten Staaten zur Ostküste.
Fasching ist dreimaliger Sieger des RAAM (1997, 2000, 2002); insgesamt nahm er in 12 Jahren (1996–2007) achtmal teil und landete jedes Mal auf dem Podest.
Im Mai 2001 gelang Fasching als 13. Österreicher die Besteigung des Mount Everest.
Bei der Europadurchquerung von Gibraltar zum Nordkap fuhr am 9. August 2019 in Lüttich, Belgien ein Lieferwagen von hinten auf sein Begleitfahrzeug auf, das damit auf ihn gestoßen wurde. Mit Abschürfungen setzte er schon am nächsten Morgen mit einem Ersatzrad, neuem Pacecar und – wie ohnedies geplant war – neuer Crew die 5656 Kilometer lange Tour fort. Nach 10 Tagen, 20 Stunden und 47 Minuten erreichte er in Rekordzeit das Nordkap.
Wolfgang Fasching schloss 2009 die Ausbildung zum akademischen Mentalcoach sowie zum Lebens- & Sozialberater an der Universität Salzburg und ein MBA-Studium (General Management) im Jahr 2012 erfolgreich ab. Seitdem ist er auch als Mentalcoach, Autor und Rhetoriktrainer tätig.
Der gebürtige Steirer zog der Liebe wegen nach Oberösterreich und lebt (Stand 2017) in Neukirchen bei Lambach mit Ehefrau und Pferdezüchterin Doris auf einem Anwesen auf der Anhöhe Linslberg mit Pferden.

## Sportliche Erfolge
- 1995 12 Stunden Weltrekord
- 1997 24 Stunden Weltmeister
- 1999 24 Stunden Weltmeister
- 1999 Weltrekordhalter „Quer durch Australien“
- 2002 24 Stunden Weltrekord
- 2005 2. Platz Le Tour Direct
- 2001 bis 2009 Besteigung der Seven Summits
- 2014 Russia – Coast to Coast SOLO, Wladiwostok – St. Petersburg: 10.000 km, 80.000 Höhenmeter, 21 Tage, 19 Stunden und 31 Minuten[4][5]
- 2019 Europe – Coast to Coast, Gibraltar–Nordkap: 5.656 km, 30.000 Höhenmeter, 10 Tage, 20 Stunden und 47 Minuten

| Datum/Jahr | Rang | Wettbewerb          | Ort                | Zeit                         | Bemerkung                                                                                            |
| ---------- | ---- | ------------------- | ------------------ | ---------------------------- | --- |
| 2007       | 2    | Race Across America | Vereinigte Staaten |                              | 4.733 km mit einer Gesamthöhendifferenz von rund 28.000 m                                            |
| 2004       | 3    | Race Across America | Vereinigte Staaten |                              | |
| 2002       | 1    | Race Across America | Vereinigte Staaten | 9 Tage 2 Stunden 45 Minuten  | |
| 2000       | 1    | Race Across America | Vereinigte Staaten | 8 Tage 10 Stunden 19 Minuten | neue Rekordzeit                                                                                      |
| 1999       | 2    | Race Across America | Vereinigte Staaten |                              | |
| 1998       | 2    | Race Across America | Vereinigte Staaten |                              | trotz Schlüsselbeinbruchs                                                                            |
| 1997       | 1    | Race Across America | Vereinigte Staaten |                              | |
| 1996       | 3    | Race Across America | Vereinigte Staaten |                              | beste Erstteilnahme, 2012 gebrochen durch Reto Schoch, der als erster Erstteilnehmer gewinnen konnte |

## Bücher
- Feuer im Kopf – Race across Amerika, 1997, Verlag: Pustet, ISBN 978-3-7025-0369-7
- Leben am Limit, 2001, Verlag: Styria, ISBN 3-222-12905-3
- DU schaffst was DU willst, 2003
- NONSTOP – Le Tour Direct – Die etwas andere Tour de France, 2005[7]
- Erfolgsfaktor Kopf, 2006, Verlag: egoth, ISBN 3-902480-13-0
- Du schaffst was Du willst!, 2007, Verlag: colorama, ISBN 978-3-901988-94-3, auch als Hörbuch
- Mental fit im Alltag, 2009, Verlag: colorama, ISBN 978-3-902692-09-2
- 7 Summits: Erlebnisse – Erfahrungen – Erkenntnisse, 2010, Verlag: egoth, ISBN 978-3-902480-66-8
- Die Kraft der Gedanken. ... und wie diese unser Leben prägen, 2005, Verlag: egoth, 2015, ISBN 978-3-902480-42-2